# Picrostomastis
Picrostomastis is een geslacht van vlinders van de familie venstervlekjes (Thyrididae).

## Soorten
- P. leopardata (Warren, 1897)
- P. marginepunctalis (Leech, 1889)
- P. quadrovata (Warren, 1896)
- P. simplex (Warren, 1908)